# Maison, 8 rue Felix-Mathé
La maison, 8 rue Felix-Mathé est située à Moulins (France).

## Localisation
La maison est située sur la commune de Moulins, dans le département de l'Allier, en région Auvergne-Rhône-Alpes.

## Historique
La maison est inscrite partiellement au titre des monuments historiques par arrêté du 30 janvier 1973.

## Protection
Éléments protégés : la façade et la toiture sur rue.

## Galerie

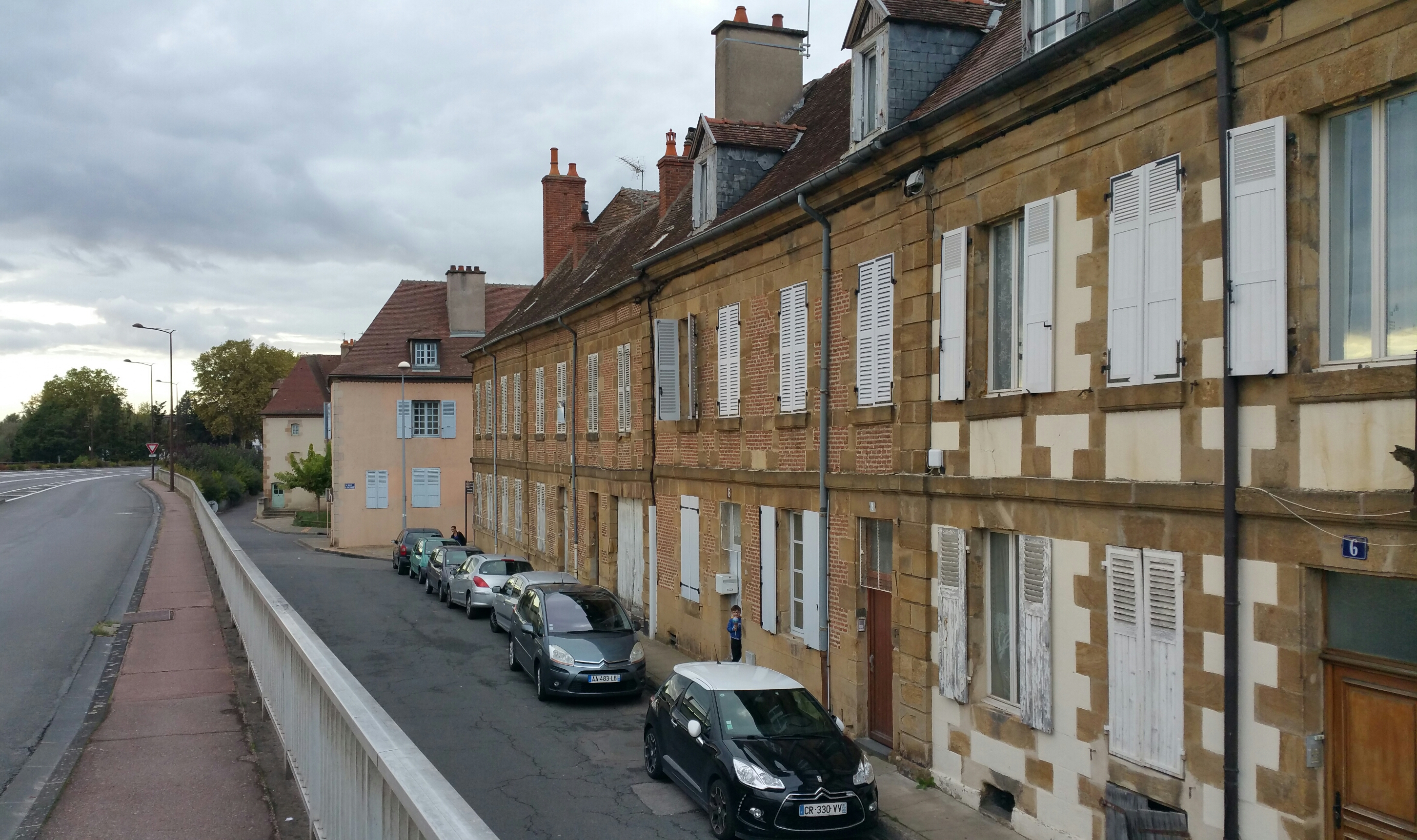
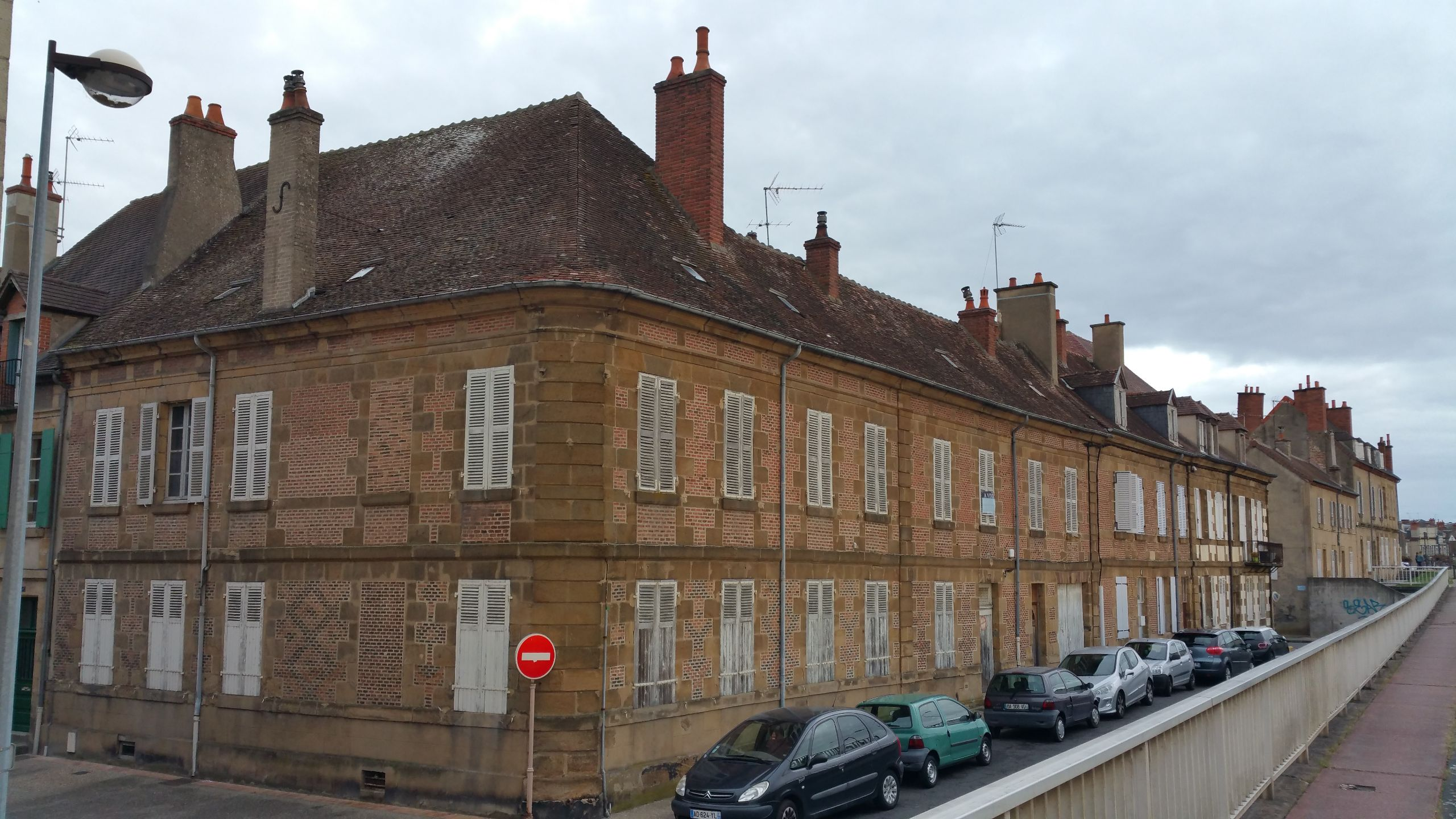